# I pescatori con la rete
I pescatori con la rete (in greco antico: Δικτυουλκοί?, Diktyoulkói) è un dramma satiresco di cui abbiamo due lunghi frammenti, scritto dal tragediografo greco Eschilo.

## Trama
L'opera, di cui ci sono pervenuti alcuni frammenti papiracei per un totale di un centinaio di versi, si apre con alcuni pescatori di Serifo, capeggiati da Ditti e aiutati dal coro dei satiri, che si accingono a tirar su le reti, rimaste impigliate in qualcosa di grande e pesante; pensando di aver preso un grande pesce, ringraziano Poseidone del dono ricevuto.
Grande il loro stupore quando nella rete trovano l'arca dove sono stati rinchiusi Danae e Perseo.
DITTI: Ci sto attento[...] 

?: Cosa vuoi che io stia a guardare?[...] 

DITTI: In caso ovunque[...] nel mare[...] 

?: Non un segno; per quanto posso vedere, il mare è piatto come uno stagno. 

DITTI: Guarda ora le insenature delle rupi da parte della riva. 

?: Tutto bene, sto cercando[...] Buon Dio, come posso definirlo, questo! E' un mostro del mare che incontra i miei occhi, un grampo o uno squalo o una balena? Signore Poseidone e Zeus del profondo, un bel regalo ci invii dal fondo del mare [...]!

DITTI: Un regalo che dal mare incappa nella nostra rete? E' coperta di alghe come [...]. E' una creatura a sangue caldo? O è il Vecchio del Mare che ci ha mandato qualcosa in una cassa? Com'è tremendamente pesante! Ahi, il lavoro non sta andando avanti! Io ora grido e lancio un allarme. HALLO LÀ! Agricoltori e scavafossi, chiunque, tutti voi! Pastori e pastorelli, chiunque del posto! Popolazione costiera e tutti voi altri lavoratori del mare!»
(Trgf III F 33, vv. 1-20)
In un altro frustulo papiraceo, i satiri, accorsi all'invocazione di aiuto dei pescatori, aprono la cassa e scoprono dentro la bella Danae con il piccolo Perseo. Allontanatosi Ditti - probabilmente corso a informare il fratello, il re di Serifo Polidette, non dopo aver rimproverato Sileno, che infatti lo maledice - Sileno cerca di sedurre una disperata Danae mostrandole come il bambino rida alla vista dei suoi attributi di satiro:
DANAE: [773] Fiumi di Argo e dèi dei miei padri, e tu, Zeus, che portate il mio calvario a tal fine! Mi vuoi dare a queste bestie, in modo che essi possono oltraggiare me con i loro assalti selvaggi, o in modo che io sopporti in cattività la peggiore delle torture? In ogni caso, io fuggirò. Devo poi far ricorso a un cappio, perché applicare questo rimedio disperato contro questa tortura faccia in modo che nessuno mi possa mettere di nuovo in mare, né una bestia lasciva, né un padre? No, ho paura! Zeus, mandami qualche aiuto in questa situazione, ti prego! Tu sei colpevole e in più grande difetto, ma sono io che ho pagato il pieno rigore. Ti esorto a sistemare le cose! 
Beh, avete sentito tutto quello che ho da dire.

CORO: [786] Ecco, il piccolo sorride dolcemente mentre guarda la mia testa pelata lucente imbellettata [...]. Ma guarda tu come piace il mio pene a questo bimbetto!

SILENO: [788] [...] se io non gioisco alla vista di voi. Che un canchero si prenda Ditti, che sta cercando di defraudarmi di questo premio alle mie spalle! [A Perseo] Vieni qui, mio caro! [Rumoreggia] Non aver paura! Perché stai a piagnucolare? Ti tengo qui per i miei figli, in modo che tu possa venire tra le mie braccia protettive, caro ragazzo - sono così gentile e si possono trovare piaceri nelle martore e cerbiatti e nei giovani istrici, e si può fare un terzo letto con tua madre e con me come tuo padre. E papà darà al piccolo il suo divertimento. E tu condurrai una vita sana, in modo che un giorno, quando sarai cresciuto forte, prenderai, quando papà avrà perso la presa, le bestie senza una lancia e le darai a tua madre per la cena, dopo averlo diviso con la famiglia del marito, con cui passerete la vita.

CORO: [821] Venite, ora, cari compagni, andiamo in fretta al matrimonio, perché i tempi sono maturi per esso e, senza parole, si parla di ciò. Perché, lo vedo, già la sposa è desiderosa di godere il nostro amore in pieno. Non c'è da stupirsi: ha trascorso un lungo periodo di tempo tutta sola nell'arca sotto la schiuma. Bene, ora che ha davanti agli occhi il nostro vigore giovanile, si rallegra e esulta; tale è lo sposo che dal luccichio brillante delle torce di Afrodite [...]»
(F 34, vv. 765-821 - trad. A. D'Andria)
Interessante, nel papiro, dopo il verso 802, l'indicazione "poppismòs", una vera e propria didascalia che impone al corifeo di schioccare le labbra: si tratta dell'unica didascalia esterna del teatro greco a noi nota.